# Highland Park (Illinois)
Highland Park es una ciudad ubicada en el condado de Lake en el estado estadounidense de Illinois. En el Censo de 2010 tenía una población de 29763 habitantes y una densidad poblacional de 939,47 personas por km².

## Geografía
Según la Oficina del Censo de los Estados Unidos, Highland Park tiene una superficie total de 31.68 km², de la cual 31.6 km² corresponden a tierra firme y (0.27%) 0.09 km² es agua.

## Demografía
Según el censo de 2010, había 29763 personas residiendo en Highland Park. La densidad de población era de 939,47 hab./km². De los 29763 habitantes, Highland Park estaba compuesto por el 91.05% blancos, el 1.84% eran afroamericanos, el 0.18% eran amerindios, el 2.9% eran asiáticos, el 0.03% eran isleños del Pacífico, el 2.51% eran de otras razas y el 1.48% pertenecían a dos o más razas. Del total de la población el 7.28% eran hispanos o latinos de cualquier raza.

## Educación
El Distrito Escolar 112 de North Shore gestiona escuelas primarias y medias públicas.